# Sestavljeno oko
Sestávljeno okó je čutilo za vid pri členonožcih, kot so raki in žuželke. Sestavljeno je iz nekaj do nekaj tisoč omatidijev, med seboj neodvisnih enot, ki zaznavajo prisotnost in kvaliteto (barvo, jakost) svetlobe. Vsak od omatidijev je zgrajen iz drobne leče, svetlobnega kanala, obkroženega s pigmentnimi celicami, in mrežnice, na kateri so celice, občutljive za svetlobo. Slika, ki jo vidi členonožec, je sestavljena iz odzivov množice omatidijev, usmerjenih navzven pod različnimi koti. Vsak izmed njih zaznava le svetlobo, ki pade navpično nanj.
V primerjavi s človeškim očesom, ki deluje po načelu camere obscure, ima tako oko nizko ločljivost, ima pa lahko široko vidno polje in je sposobno zaznavati hitre spremembe, v nekaterih primerih pa tudi smer polarizirane svetlobe.

## Psevdopupila
»Psevdopupila« je pojav, ki nastane zaradi različne usmerjenosti očesc v sestavljenem očesu. Na zunaj deluje kot zenica vretenčarskega očesa, ki se navidez premika in sledi opazovalcu (to je še posebej opazno pri žuželkah, ki imajo velike sestavljene oči, npr. kačjih pastirjih in bogomolkah). V resnici gre za to, da se svetloba, ki pada na tista očesca, ki so natančno v smeri opazovalca, popolnoma absorbira v čutilnih celicah, zato se je nič ne odbije in je tisti del očesa videti črn. Pri ostalih očescih, ki so nameščena v drugih ravninah, se svetloba odbija od pigmentnih plasti v njih, zato imajo barvo.